# Lago de Ládoga
El lago de Ládoga (del ruso:  Ладожское озеро, Ládozhskoye Ózero; Ладога, Ládoga; en finés: Laatokka) es un lago de agua dulce situado en Carelia y el óblast de Leningrado, cerca de la frontera con Finlandia. Con una superficie de 17 700 km², es el mayor lago de Europa y el 15.º del mundo. En su interior se encuentran 660 islas, con una superficie de 435 km², la mayoría situadas cerca de la costa noroeste, entre ellas las famosas islas Valaam, Konevets y Kipola. El lago desemboca en el golfo de Finlandia (mar Báltico) a través del río Nevá en San Petersburgo. Las principales ciudades en sus riberas son Sortavala (19 215 hab. en 2010), Priozersk (18 933 hab.), Siastrói (13 745 hab.), Schlüsselburg (13 170 hab.), Pítkiaranta (11 249 hab.), Nóvaya Ládoga (8838 hab.) y Lajdenpojia (7813 hab.).
El Ládoga es parte de dos importantes rutas lacustre-fluviales: la vía navegable Volga-Báltico —una ruta de 1100 km que une los mares Negro y Báltico— y el canal Mar Blanco-Báltico —una ruta de 227 km que conecta el mar Blanco con el Báltico y que fue abierta en 1933.
El lago tiene una subespecie endémica de foca anillada, la foca del Ládoga.

## Geografía

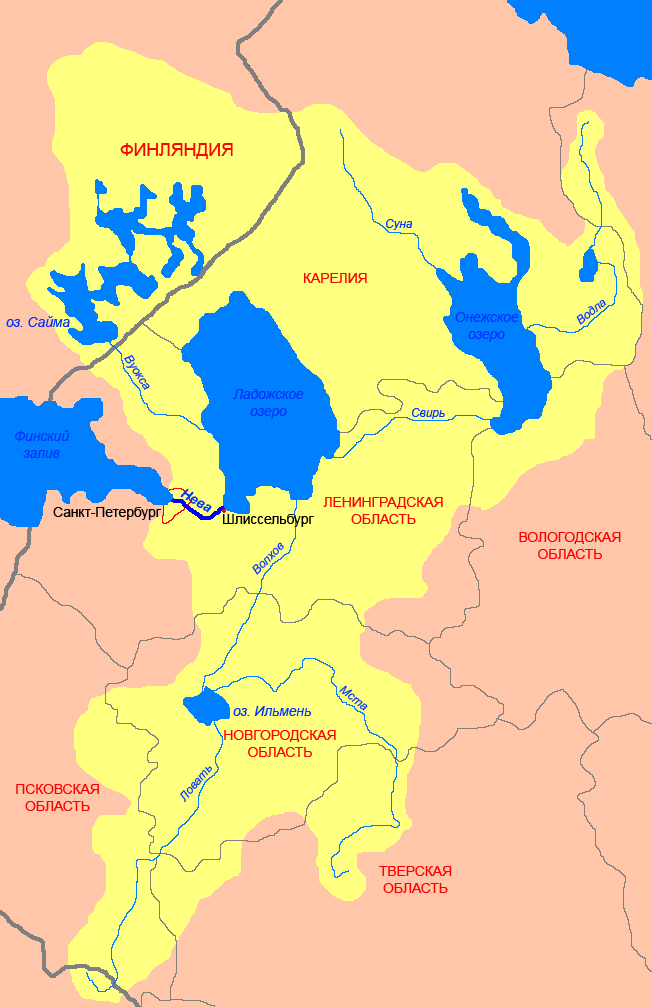
Mapa en ruso del río Nevá (Нева) en el que aparece el lago Ladoga (Ладожское озеро)

El área de su cuenca es de 276 000 km² —mayor que países como Nueva Zelanda o el Reino Unido— e incluye unos 50 000 lagos y 3500 ríos con una longitud superior a los 10 km. El 85% del agua del lago proviene de sus tres principales afluentes:
- río Svir, proveniente desde el sureste del lago Onega, con una longitud de 224 km y una cuenca de 83 200 km²;
- río Vuoksi, proveniente desde el oeste desde el lago Saimaa en Finlandia, con una longitud de 162 km y una cuenca de 52 400 km²;
- río Vóljov, proveniente desde el sur, desde el lago Ilmen, con una longitud de 224 km y una cuenca de 80 200 km²;

Otros afluentes de importancia son los ríos Sias (260 km y una cuenca de 7,330 km²), Jänisjoki (95 km y 3860,4 km²), Olonka 87 km y 2620 km²) y Tohmajoki (80 km y 1594,6 km²).

## Historia geológica

El lago Ancylus hacia el 7,000 AC.

Desde el punto de vista geológico, la depresión del lago Ladoga es una estructura sinclinal de edad proterozoica (precámbrica). Esta "estructura Ladoga-Pasha", como se conoce, alberga sedimentos jotnianos. Durante las glaciaciones del Pleistoceno, la depresión fue parcialmente despojada de su relleno de roca sedimentaria por la sobreprofundización glaciar. Durante el Último Máximo Glaciar, unos 17.000 años antes de Cristo, el lago sirvió probablemente como canal que concentraba el hielo de la capa de hielo fenoscandiense en una corriente de hielo que alimentaba los lóbulos glaciares más al este.
La deglaciación que siguió a la glaciación weichseliana tuvo lugar en la cuenca del lago Ladoga entre 12.500 y 11.500 años radiocarbónicos antes de Cristo. El lago Ladoga formaba inicialmente parte del lago helado del Báltico (70-80 m. sobre el nivel actual del mar), una etapa histórica de agua dulce del mar Báltico. Es posible, aunque no seguro, que el Ladoga quedara aislado de él durante la regresión de la posterior etapa salobre del Mar de Yoldia (hace 10.200-9.500 años). El umbral de aislamiento debería situarse en Heinjoki, al este de Vyborg, donde el Mar Báltico y el Ladoga estuvieron conectados por un estrecho o una salida fluvial al menos hasta la formación del río Neva, y posiblemente incluso mucho más tarde, hasta el siglo XII d. C. aproximadamente.
A partir del 9500 a. C., el lago Onega, que anteriormente desembocaba en el Mar Blanco, empezó a desembocar en el Ladoga a través del río Svir. Entre el 9500 y el 9100 a. C., durante la transgresión del lago Ancylus, la siguiente etapa de agua dulce del Báltico, el Ladoga pasó a formar parte de él, aunque no hubieran estado conectados inmediatamente antes. Durante la posterior regresión del lago Ancylus, hacia el 8800 a. C. Ladoga quedó aislada.
El Ladoga se transgredió lentamente en su parte sur debido al levantamiento del Escudo Báltico en el norte. Se ha planteado la hipótesis, pero no se ha demostrado, de que las aguas del mar de Litorina, la siguiente etapa de agua salobre del Báltico, invadieron ocasionalmente el Ladoga entre 7.000 y 5.000 BP. Alrededor de 5.000 BP las aguas del lago Saimaa penetraron en Salpausselkä y formaron una nueva desembocadura, el río Vuoksi, entrando en el lago Ladoga en el extremo noroeste y elevando su nivel en 1-2 m.
El río Neva se originó cuando las aguas del Ladoga atravesaron por fin el umbral de Porogi y entraron en las partes bajas del río Izhora, entonces afluente del Golfo de Finlandia, entre 4.000 y 2.000 años antes de Cristo. La datación de algunos sedimentos de la parte noroccidental del lago Ladoga sugiere que ocurrió a los 3.100 años radiocarbónicos antes del presente  (3.410-3.250 años naturales antes del presente).

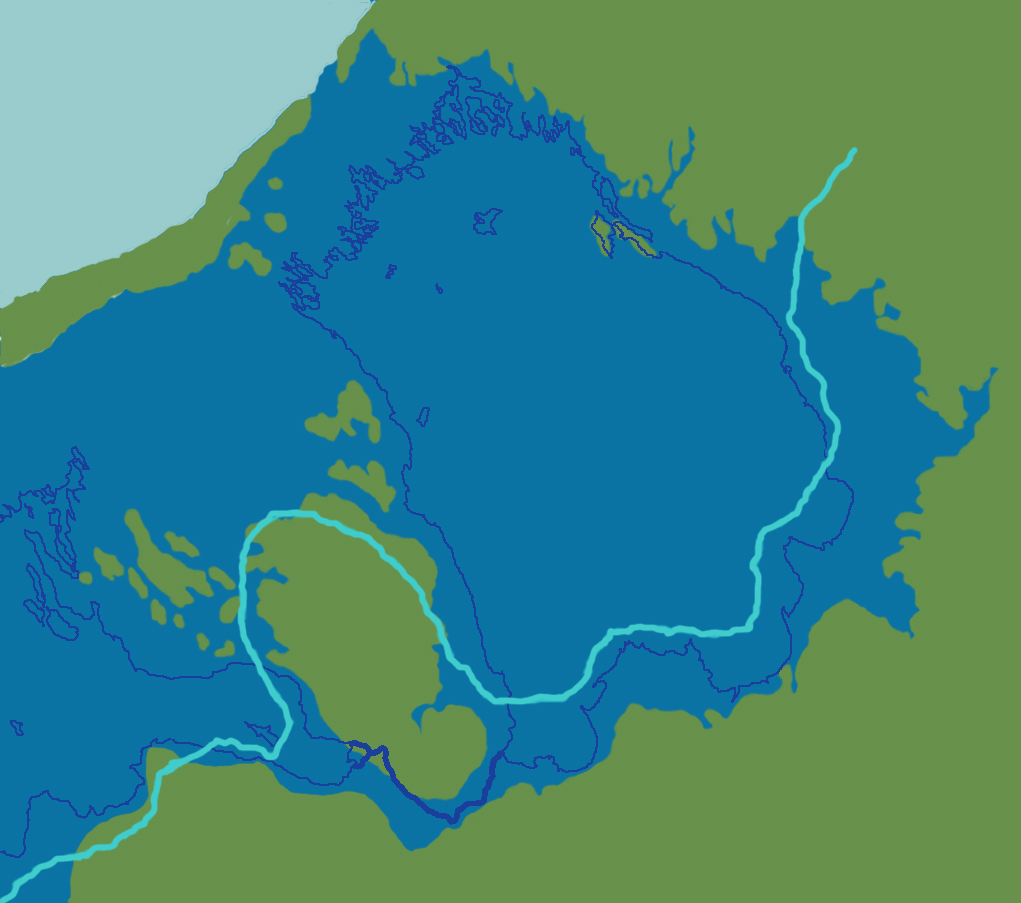
El lago Ladoga como parte del lago helado del Báltico (entre 11200 y 10500 años antes del presente). La línea azul claro marca el margen de la capa de hielo hacia el 13300  antes del presente.
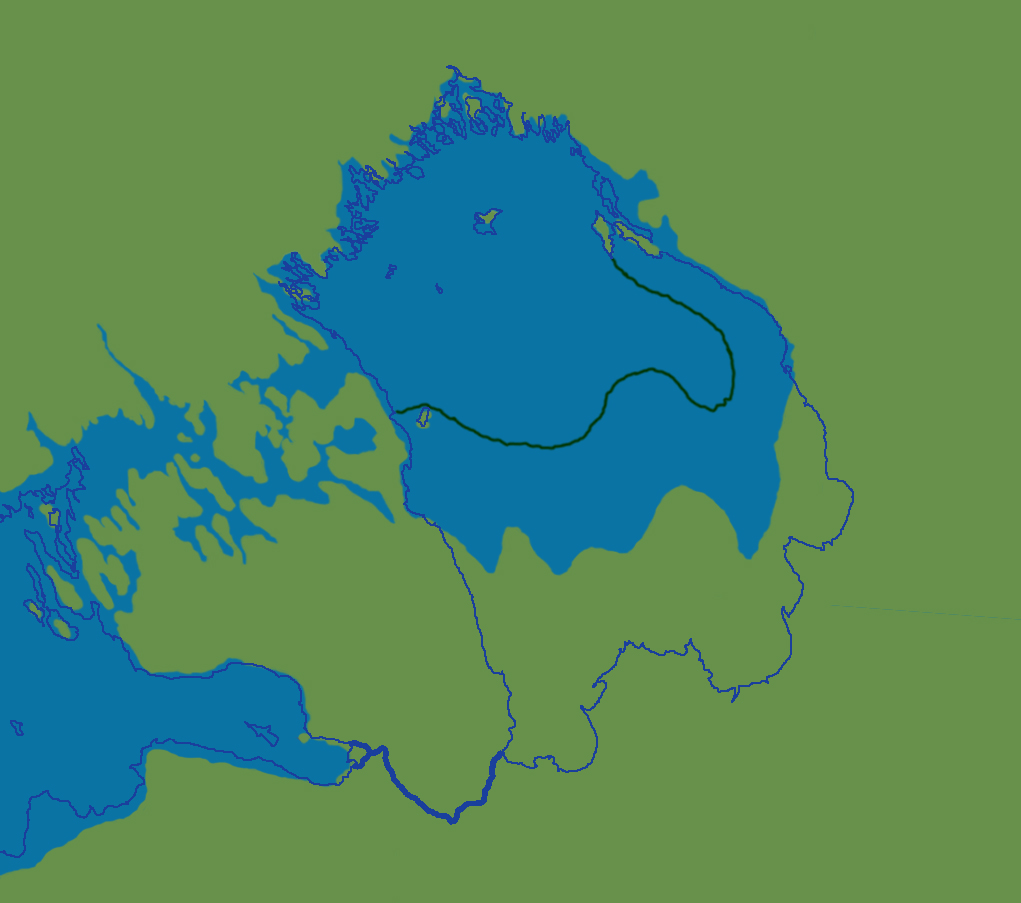
El lago Ladoga como parte del lago Ancylus (entre 9300 y 9200 años antes del presente). La línea verde oscura marca la costa sur del lago Ladoga durante la etapa Yoldia de la cuenca del Báltico.

## Historia
El lago era parte importante de la ruta comercial de los varegos a los griegos, que unía a los varegos con el Imperio romano de Oriente. La capital rusa más antigua, Stáraya Ládoga, toma su nombre del lago. 

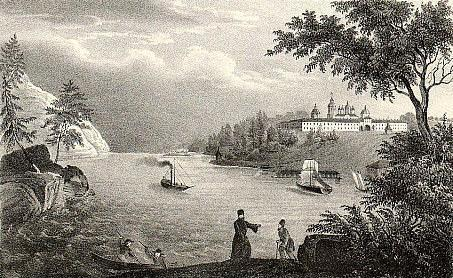
Imagen del Monasterio de Valaam.

El antiguo monasterio de Valaam se fundó en la isla de mismo nombre (en finés: Valamo), la más grande del lago, abandonado entre 1611 y 1715, restaurado en el siglo XVIII y evacuado a Finlandia durante la Guerra de Invierno en 1940. La actividad monástica fue reanudada en 1989. Otros claustros cercanos son los monasterios de Konevéts y de Aleksandro-Svirski. 
Entre 1617 y 1721, el lago formaba la frontera entre Rusia y Suecia, y posteriormente, entre 1812 y 1940, la frontera entre Finlandia y Rusia.
Durante el sitio de Leningrado (1941-1944), el lago de Ládoga suponía el único acceso a la ciudad. Gracias a esto, toneladas de alimentos pudieron llevarse a Leningrado, con camiones en invierno (por el conocido como "camino de la Vida"), y en verano por barcos.
Después de la guerra, Finlandia perdió la región de República de Carelia a favor de la Unión Soviética. La mayoría de los finlandeses fueron obligados al exilio, aunque algunos nativos pudieron quedarse allí. El lago perteneció por completo a Rusia y así continua hasta la fecha.
En 2017 el gobierno ruso aprueba convertir el lago en parque nacional.

## Vida silvestre
El Ládoga es rico en peces. En el lago se han encontrado 48 formas (especies y taxones infraespecíficos) de peces, entre ellos rutilos, besugo, lucioperca, perca, acerina, variedad endémica de esperiano, dos variedades de Coregonus albula (vendace), ocho variedades de Coregonus lavaretus', una serie de otros Salmonidae así como, aunque raramente, el esturión del Atlántico en peligro de extinción (antiguamente confundido con el esturión marino europeo). La pesca comercial fue en su día una industria importante, pero se ha visto perjudicada por la sobrepesca. Tras la guerra, entre 1945 y 1954, las capturas totales anuales aumentaron y alcanzaron un máximo de 4.900 toneladas. Sin embargo, el desequilibrio de la pesca provocó un drástico descenso de las capturas en 1955-1963, que llegaron a ser de 1.600 toneladas anuales. Desde 1956 se prohibió la pesca de arrastre en el lago Ladoga y se impusieron otras restricciones. La situación se recuperó gradualmente, y en 1971-1990 las capturas oscilaron entre 4.900 y 6.900 toneladas anuales, aproximadamente el mismo nivel que las capturas totales de 1938. Se están desarrollando las piscifactorías y la pesca recreativa.
Cuenta con su propia foca anillada endémica subespecie propia conocida como foca de Ládoga.
En el lago Ládoga se han identificado 378 especies y variedades de animales planctónicos. Más de la mitad de las especies corresponden a rotíferos. Una cuarta parte del número total de especies son protozoos, y el 23% corresponde conjuntamente a cladóceros y crustáceos maleza. Las especies de zooplancton más comunes en el lago son Daphnia y cíclopes. En el fondo del lago vive un gran grupo de invertebrados. En el Ladoga se encuentran 385 especies (principalmente diversos crustáceos). El primer lugar en la bentofauna corresponde a las larvas de Insectos, que representan más de la mitad de todas las especies de animales bentónicos: 202 especies. Le siguen los gusanos (66 especies), los ácaros acuáticos o hidrocarinos, los moluscos, los crustáceos y otros.
El lago es rico en peces de agua dulce, que acuden a los ríos para desovar. El lago Ladoga alberga 53 especies de peces. El impacto humano en el embalse reduce el número de peces valiosos: salmón, trucha, lucioperca, pescado blanco de lago y de río y otros, y el esturión atlántico y el pescado blanco del Voljov están incluidos en el Libro Rojo de Rusia. Las zonas más productivas incluyen la parte sur del lago, poco profunda, con profundidades de hasta 15-20 m, donde se concentra la pesca principal, y la menos productiva es la zona norte del skerri. El esturión pasa a través del lago desde el Golfo de Finlandia a lo largo del río Neva para desovar hasta el Voljov y otros ríos. La lucioperca se encuentra a lo largo de las costas sur y sureste del lago Ladoga. También hay salmones en el lago, que en otoño van a los ríos donde desovan. En el lago Ladoga y en el Voljov se crían el pez blanco, el esturión siberiano y otros peces.
Desde principios de la década de 1960 el Ládoga se ha vuelto considerablemente eutrofizado.
La Reserva Natural de Nizhnesvirsky está situada a lo largo de la orilla del lago Ládoga, inmediatamente al norte de la desembocadura del río Svir.
El Ládoga cuenta con una población de salvelino ártico genéticamente cercana a los salvelinos del lago Sommen y lago Vättern en el sur de Suecia.
En el área de Ladoga se encuentran regularmente 256 especies de aves pertenecientes a 17 órdenes. Más de 50 especies de aves fueron registradas aquí durante la migración de tránsito en primavera y otoño. Los enlaces migratorios de la región de Ladoga cubren el espacio desde Islandia hasta la India y desde Sudáfrica hasta Novaya Zemlya . Los territorios más atractivos para las aves son la región sur de Ladoga. Somormujos , cisnes , gansos , patos , zancudas , gaviotas , charranes , grullas y pastores se encuentran aquí en migración , así como nidos de patos de río, patos crestados, porrón cabecirrojo , gaviotas, charranes, zarapitos grandes y medianos , agachadiza común , herbolario , chorlitejo dorado y otras zancudas, grulla gris , águila de cola blanca , águila pescadora , halcón patirrojo , búho real , búho gris , palustre búho y un número de otras aves. Los skerries del norte son un lugar de anidación para el somormujo de mejillas grises , pollos de agua grandes y medianos , gaviotas (incluida la gaviota y), charranes (incluido el charrán ártico ), limícolas y muchas otras especies; se observan acumulaciones de patos árticos y limícolas en migración.